# (15838) Auclair
Pour les articles homonymes, voir Auclair.
(15838) Auclair est un astéroïde de la ceinture principale.

## Description
(15838) Auclair est un astéroïde de la ceinture principale. Il fut découvert le 27 mars 1995 à Kitt Peak par le projet Spacewatch. Il présente une orbite caractérisée par un demi-grand axe de 3,00 UA, une excentricité de 0,10 et une inclinaison de 1,7° par rapport à l'écliptique.

## Compléments